# Rosa sergievskiana
Rosa sergievskiana är en rosväxtart som beskrevs av A.V. Polozhii och T.A. Prozorova. Rosa sergievskiana ingår i släktet rosor, och familjen rosväxter. Inga underarter finns listade i Catalogue of Life.